# Андерс Даль

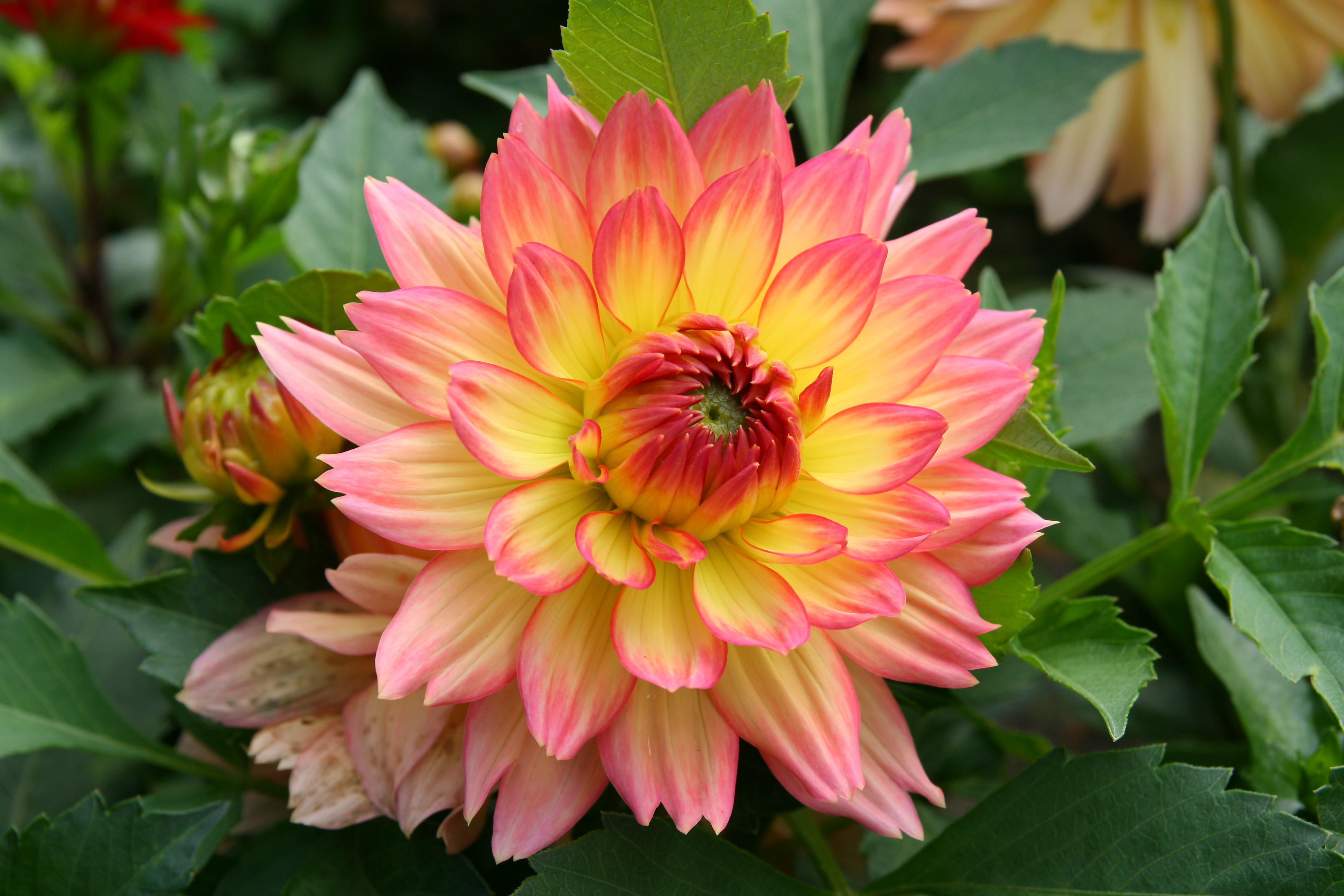
Далія, квітка названа на честь Андерса Даля

Андерс (Андреас) Даль (17 березня 1751 — 25 травня 1789, Турку) — шведський ботанік, студент Карла Ліннея. Квітка жоржина (лат. Dáhlia) названа на його честь.

## Біографія
З раннього віку Даль був зацікавлений в ботаніці. Андерс Тідстрем, учень ботаніка та таксономіста Карла Ліннея, зустрів дев'ятирічного Даля під час своєї другої подорожі по Вестерйотланду у 1760 році, і згадує у своєму подорожньому щоденнику зацікавленість молодого Андерса у ботаніці та його колекцію рослин (отриманих від його дядька Андерса Сильвиуса, хіміка з міста Скара).
У 1761 Даль розпочав навчання у школі в Скара, і знайшов декілька однокласників, які розділили його інтерес до природничих наук. 13 грудня 1769 року вони разом із парафіяльним священиком та натуралістом заснували «Шведське Топографічне товариство в Скара». Члени цього товариства робили повідомлення про життя рослин і тварин, географію, топографію, історичні пам'ятники і економічне життя, в основному в області Вестерйотланду. За цей час Даль написав кілька есе з цих предметів; більшість з них до цих пір не опублікована.
На 3 квітня 1770 року Даль поступив до Уппсальського університету, де він став одним із студентів Карла Ліннея. Після смерті батька в 1771 році, у сім'ї Даля погіршилося фінансове становище, і йому довелося піти з університету, передчасно завершивши навчання. 1 травня 1776 він пройшов попередній іспит кандидата з медицини, еквівалент ступеня бакалавра.
За рекомендацією Ліннея, Даль отримав посаду куратор в приватному Музеї природознавства та ботанічного саду (власник Клос Альстромер, учень Ліннея) уГетеборзі. Даль провів декілька поїздок по Швеції та за кордоном, де він зібрав зразки як для Альстромер так і для себе. Протягом цього часу Альстромер отримав декілька зразків рослин від самого Ліннея, і Даль зміг переглянути колекцію Ліннея, який тепер розміщена у колекціях Шведського музею природничої історії в Стокгольмі.
У 1786 році Даль отримав почесний ступінь доктора медицини у місті Кіль, Німеччина, а в наступному році він став доцентом в Академії Або в Турку (нині Гельсінський університет), де викладав медицину та ботаніку. Він привіз свій особистий гербарій в Турку, який пізніше був зруйнований в історичній пожежі 1827 року. Частина колекцій Даля збереглися в гербарії SAHLBERG Ботанічного музею Гельсінського університету, та у гербарії Giseke в Королівському ботанічному саду в Единбурзі.
Даль помер в 1789 році в Турку у віці 38 років.

## Епоніміяназвижоржини(лат.Dáhlia)
Латинська назва жоржини 'Dáhlia', присвоєна на честь Даля, вже давно є предметом деякої плутанини. Багато джерел стверджують, що ім'я було присвоєно Ліннеєм. Однак Лінней помер у 1778 році, більш ніж за одинадцять років до того як рослина з'явилася у Європі, так що він не міг таким чином вшанувати свого колишнього студента. Найбільш ймовірно, що перша спроба науково визначити рід було зроблено Антоніо Хосе Каваніллесом, директором Королівських садів Мадрида, який отримав перші зразки жоржин з Мексики у 1789 році, через два роки після смерті Даля.
Фактично Даль був двічі удостоєний таким чином; в 1780-ті роки, Карл Петер Тунберг, товариш Даля з Упсали, назвав один видів рослин родини Hamamelidaceae на його честь. Dahlia crinita названа, ймовірно, через велику бороду Даля, так як crinita у перекладі з латинської — «довгошерсті». Тунберг опублікував цю назву в 1792 році. Рослина в даний час перекласифікована Trichocladus crinitus (Thunb.) Pers..

## Публікації
- Observationes botanicae circa systema vegetabilium divi a Linne Gottingae 1784 editum, quibus accedit justae in manes Linneanos pietatis specimen. 1787
- Horologium Florae. In: Ny Journal uti Hushållningen. 1790